# Lilakindad kungsfiskare
Lilakindad kungsfiskare (Cittura cyanotis) är en fågel i familjen kungsfiskare inom ordningen praktfåglar.

## Utseende och läte
Lilakindad kungsfiskare är en unik kungsfiskare, mestadels ljusbrun med en iögonfallande röd näbb. På huvudet syns en tydlig mörk mask över ögat med ljusa fläckar i dess övre kant. Vingarna är mörka och stjärten roströd. Mörka delar av fjäderdräkten är egentligen djupblå eller lila, men verkar ofta svarta. Ungfåglarna är mer färglösa och brunare, med bruna kanter på vissa vingpennor. Lätet är upprepande och fallande, i varierande längd. 

## Utbredning och systematik
Lilakindad kungsfiskare förekommer i Indonesien på Sulawesi och Lembeh. Den behandlas numera vanligen som monotypisk, det vill säga att den inte delas in i några underarter. Fram tills nyligen inkluderade den lilabröstad kungsfiskare (Cittura sanghirensis). Denna urskiljs dock vanligen som egen art, sedan 2014 av BirdLife International och IUCN, sedan 2022 även av IOC och Clements et al.

## Levnadssätt
Lilakindad kungsfiskare hittas i skogar i låglänta områden och förberg. Där ses den enstaka i skogens skuggiga undervegetation.

## Status och hot
Arten har ett stort utbredningsområde, men tros minska i antal, dock inte tillräckligt kraftigt för att den ska betraktas som hotad. Internationella naturvårdsunionen IUCN listar arten som livskraftig (LC).

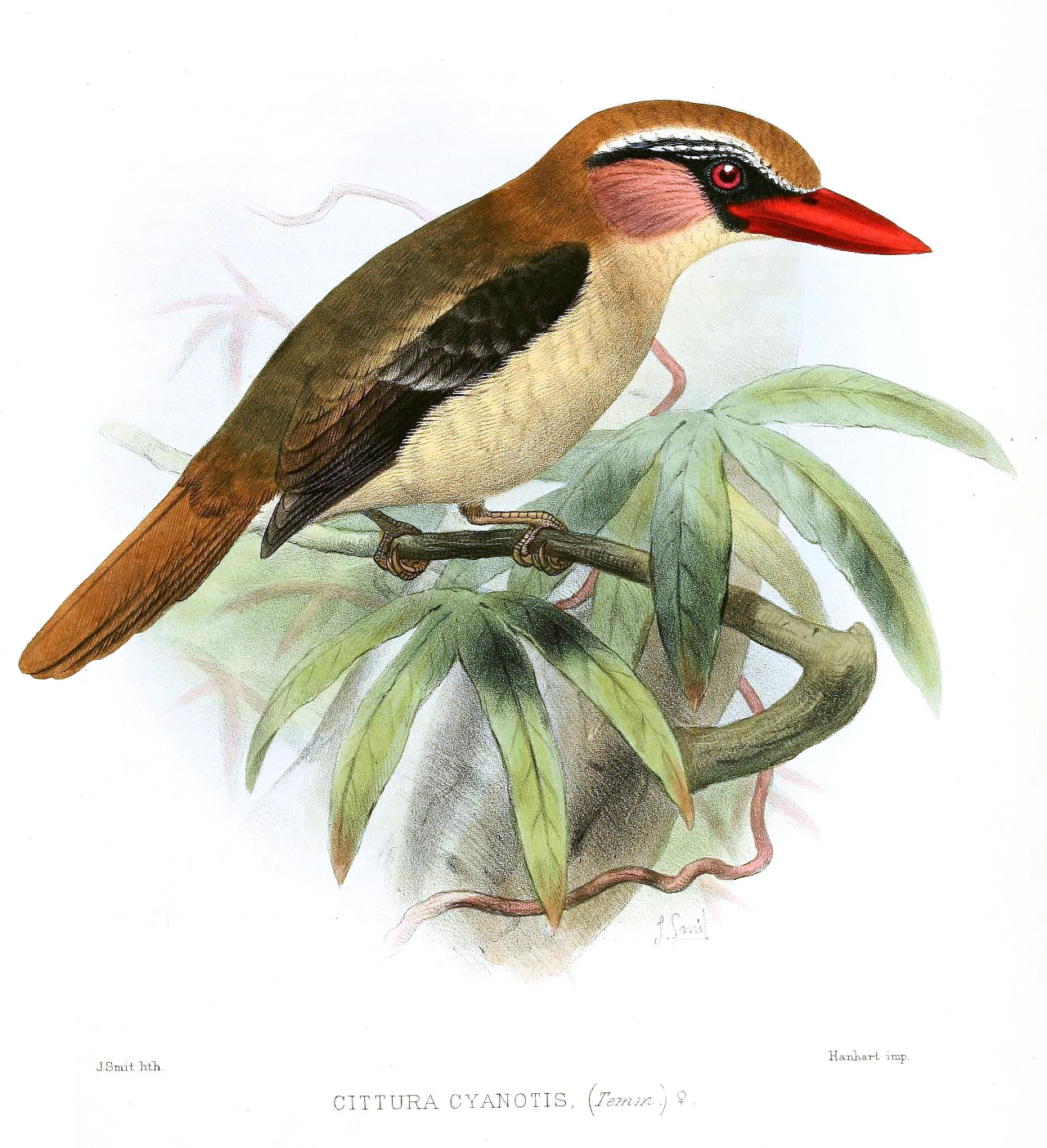